# 天城トンネル
天城トンネル（あまぎトンネル）は、静岡県の伊豆半島にある天城峠の下で、伊豆市と賀茂郡河津町を結ぶ国道414号のトンネル。天城山隧道（あまぎさんずいどう）、新天城トンネル（しんあまぎトンネル）の2つがあり、本項では両トンネルについて記す。

## 天城山隧道
1905年（明治38年）に完成。全長445.5メートル。アーチや側面などすべて切り石で建造された日本初の石造道路トンネルであり、日本に現存する最長の石造道路トンネルでもある。総工費10万3016円。新天城トンネルと区別するため、「旧天城トンネル」とも呼ばれる。
1916年（大正5年）には、バス運行が開始されて人・物の交流が盛んになった。
当隧道は日本の道100選に選ばれているほか、1998年（平成10年）9月2日に国の登録有形文化財に「旧天城隧道」として登録された。2001年（平成13年）6月15日には「天城山隧道」の名称で道路トンネルとしては初めて国の重要文化財（建造物）に指定された。なお、当該指定にともない登録有形文化財としての登録は抹消されている。この時期に観光スポットとしての整備により従来舗装されていたアプローチ部分の舗装が剥がされた。1970年（昭和45年）、当隧道の西側に新天城トンネルが開通したことにより、同トンネル経由の道が本線となった。
伊豆市側坑口付近には駐車場や公衆トイレが設備されている。トンネル内の照明は通常のパネル型ではなく、ガス灯を模したデザインのナトリウムランプである。幅員は3.50メートル、側溝まで含めると4.10メートル。

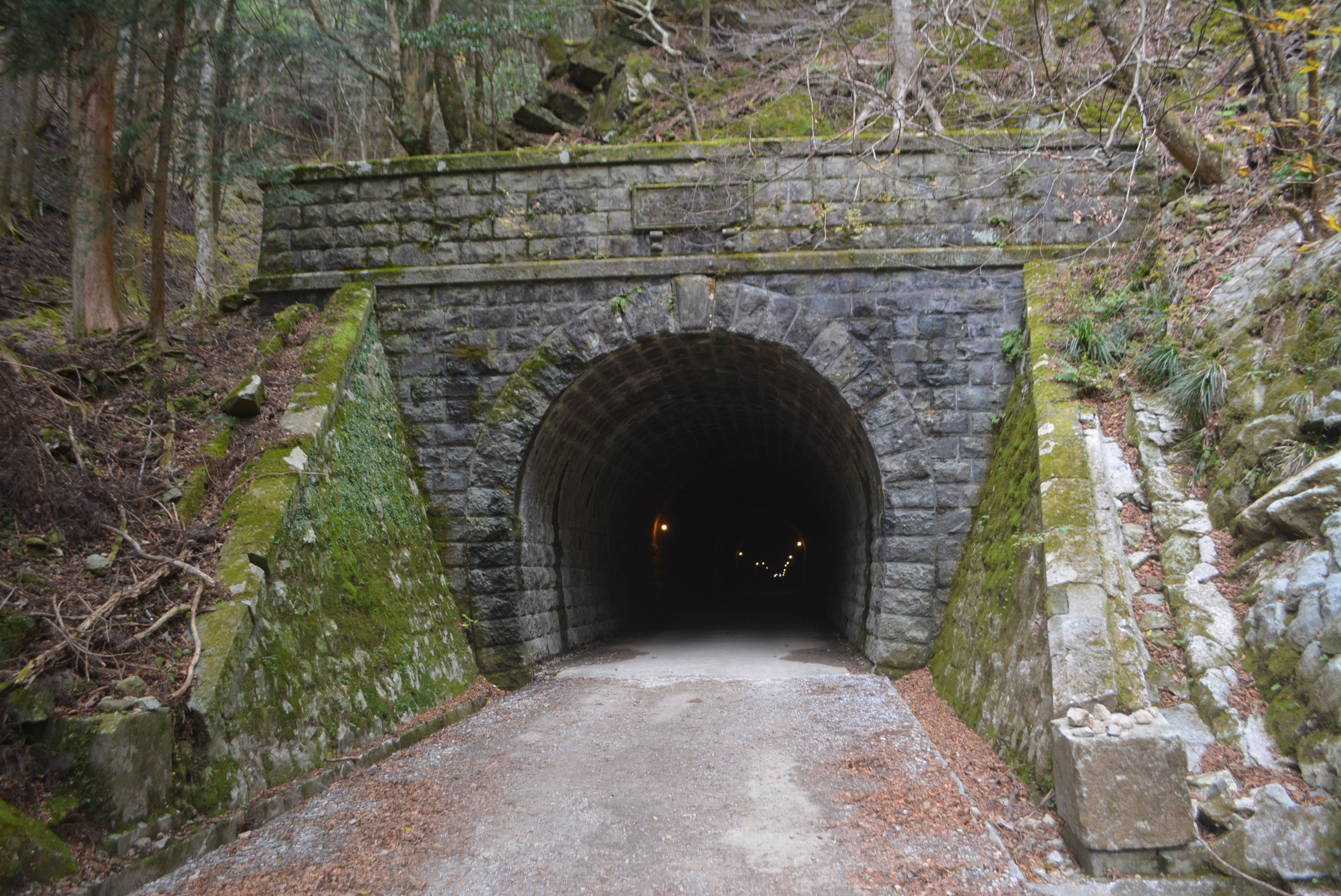
河津町側坑口（2019年12月）
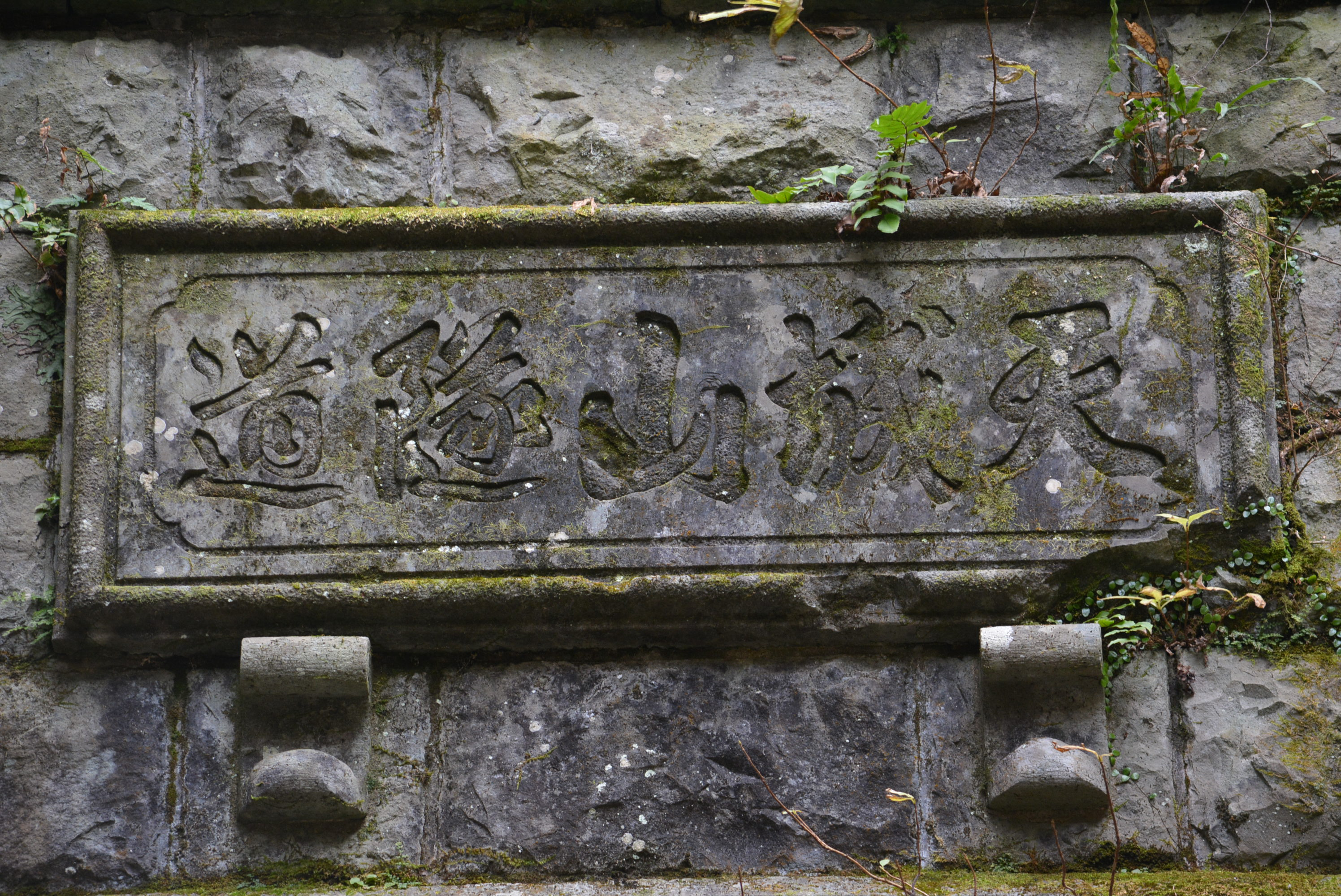
河津町側坑口の扁額「天城山隧道」
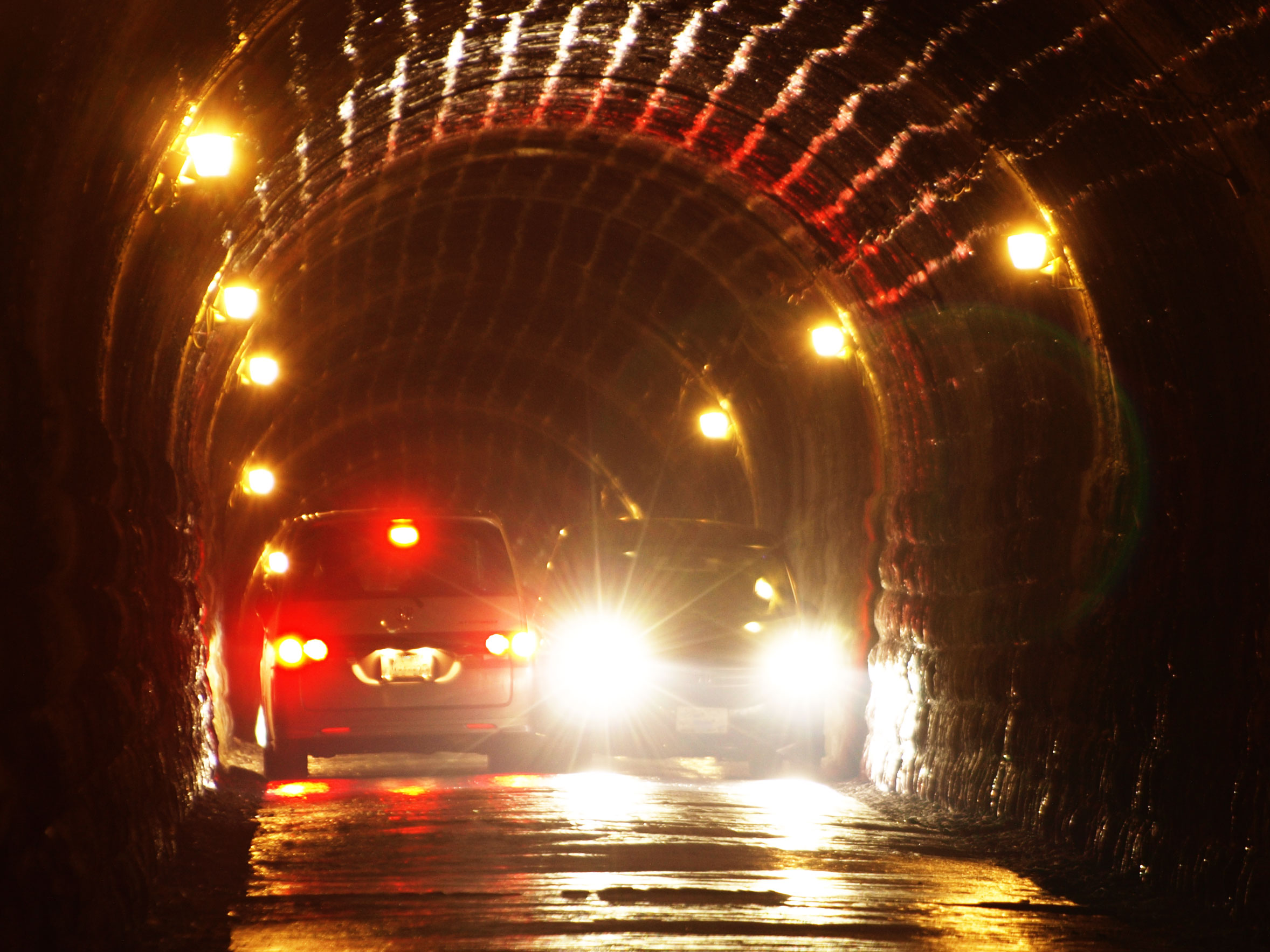
隧道内を行き違う自動車（2010年9月、伊豆市側から撮影）

## 新天城トンネル
天城山隧道の西側に並行して掘られた国道414号のトンネル。主要地方道13号修善寺下田線時代の1970年に竣工、延長800 m。当初は天城トンネル有料道路として有料であったが、2000年3月18日より無料開放となった。